# Fëdor Fëdorovič Ušakov
Fëdor Fëdorovič Ušakov (Фёдор Фёдорович Ушако́в; Burnakovo, 24 febbraio 1745 – Alekseevka, 14 ottobre 1817) è stato un ammiraglio russo.

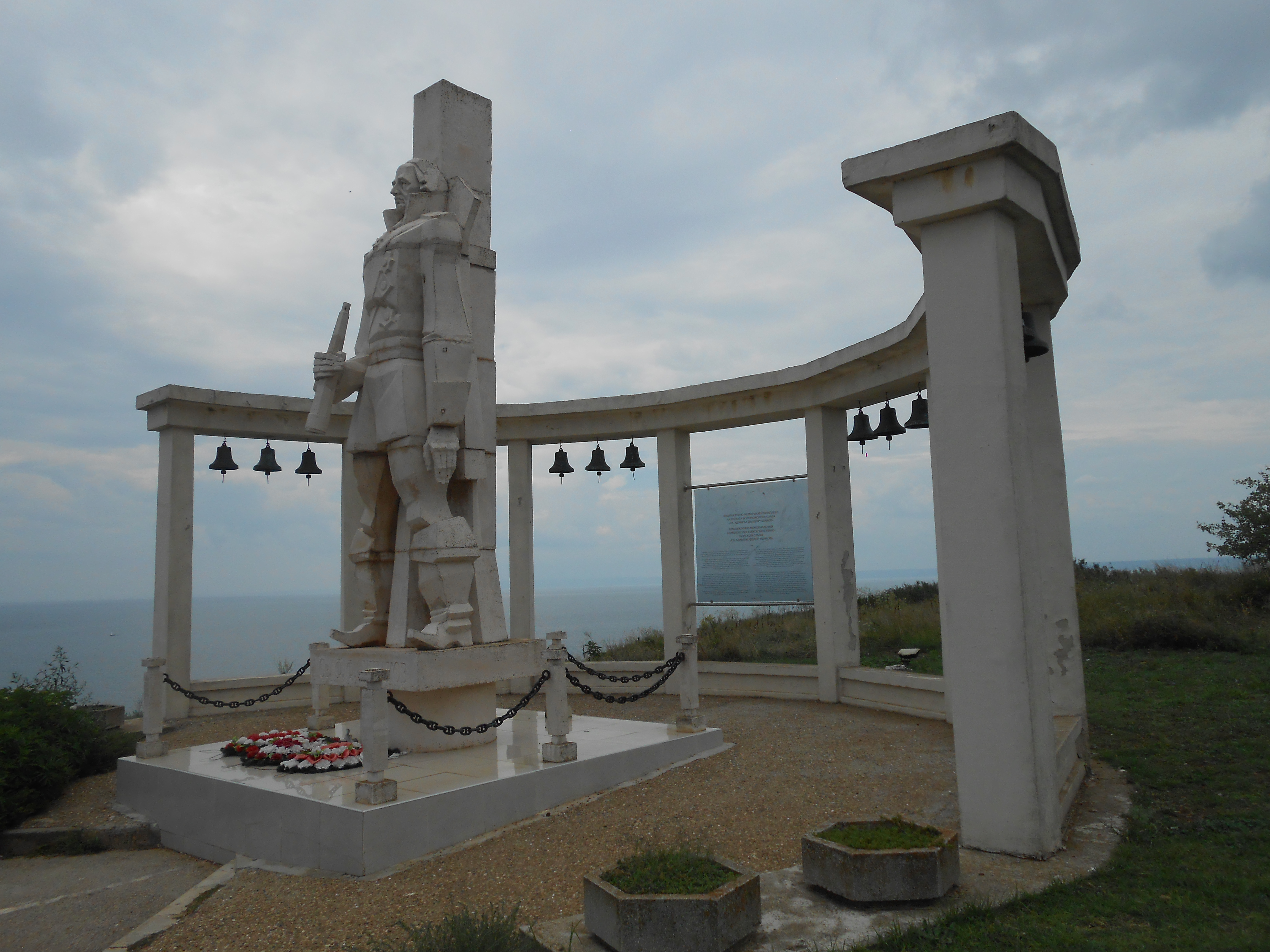
Monumento all'ammiraglio Fëdor Ušakov per ricordare la battaglia di capo Kaliakra

Dal XXI secolo è venerato come santo dalla Chiesa ortodossa.

## La vita
Nato nel villaggio di Burnakovo nell'allora gubernija di Jaroslavl', da una famiglia di modesta ricchezza appartenente alla nobiltà minore, il 15 febbraio 1761, non ancora diciassettenne, si arruolò nella marina imperiale russa a San Pietroburgo. Dopo un breve addestramento, iniziò la sua carriera militare su una nave della flotta del mar Baltico. Nel 1768 fu trasferito nella flottiglia del Don, che faceva capo alla flotta del Mar d'Azov a Taganrog nella quale combatté nel conflitto russo-turco del 1768-1774. Le sue capacità di stratega e marinaio lo portarono presto a cariche di prestigio, come il comando dello yacht della zarina Caterina II e, successivamente, la difesa dei traffici navali russi nel mar Mediterraneo, messi in pericolo dagli attacchi dei pirati al soldo della Gran Bretagna.
Dopo l'annessione della Crimea da parte dell'Impero russo, Ušakov si occupò personalmente, in qualità di supervisore, della costruzione della base navale di Sebastopoli e del porto di Cherson. Durante la seconda guerra russo-turca sconfisse brillantemente l'impero ottomano nelle battaglie di Fidonisi, stretto di Kerč, Tendra e capo Kalakria, dimostrando l'efficacia delle sue innovative tecniche di strategia negli scontri navali.
Nel 1799, Ušakov fu promosso ammiraglio supremo della flotta russa e fu inviato nel Mediterraneo al fine di appoggiare la campagna militare di Suvorov in Italia. Durante la sua spedizione collezionò molti successi quali la sconfitta dei francesi nelle loro roccaforti di Corfù e delle isole ioniche, gli assedi delle basi militari di Ancona e Genova e l'assalto via mare, coronato dal successo, delle città di Napoli e Roma.
Lo zar Paolo I di Russia, nella sua qualità di Gran Maestro dell'ordine di San Giovanni, ordinò a Ušakov di assaltare l'isola di Malta, nodo strategico del Mediterraneo, che era da tempo inefficacemente assediata dalla marina inglese. L'ammiraglio Horatio Nelson, comandante di quest'ultima, sapendo che in caso di intervento dei russi si sarebbe dovuto piegare agli ordini di Ušakov, suo superiore in grado, suggerì allo zar di far piazzare la flotta russa a guardia delle coste egiziane, provocando una forte tensione con il comandante della flotta russa.
Il conflitto tra i due ammiragli fu però breve poiché Ušakov fu richiamato in patria nel 1801 dal nuovo zar Alessandro I, che era succeduto a Paolo, il quale lo sostituì alla guida della flotta del Mediterraneo. Amareggiato dalla scelta del suo sovrano, probabilmente posta in essere per non far avvenire uno scontro politico e diplomatico tra Russia e Gran Bretagna, allora alleate contro Napoleone, Ušakov rassegnò il comando nel 1807 e si ritirò nel villaggio di Alekseevka nel Distretto di Temnikov nell'odierna repubblica russa della Mordovia soggiornando spesso nell'abbazia di Sanaksar, di cui era stato superiore suo zio, Ivan Ušakov. Nel 1812 gli fu offerto il comando della milizia locale durante la guerra contro le truppe di Napoleone ma rifiutò l'incarico, conducendo, fino alla morte, vita monastica di preghiera.

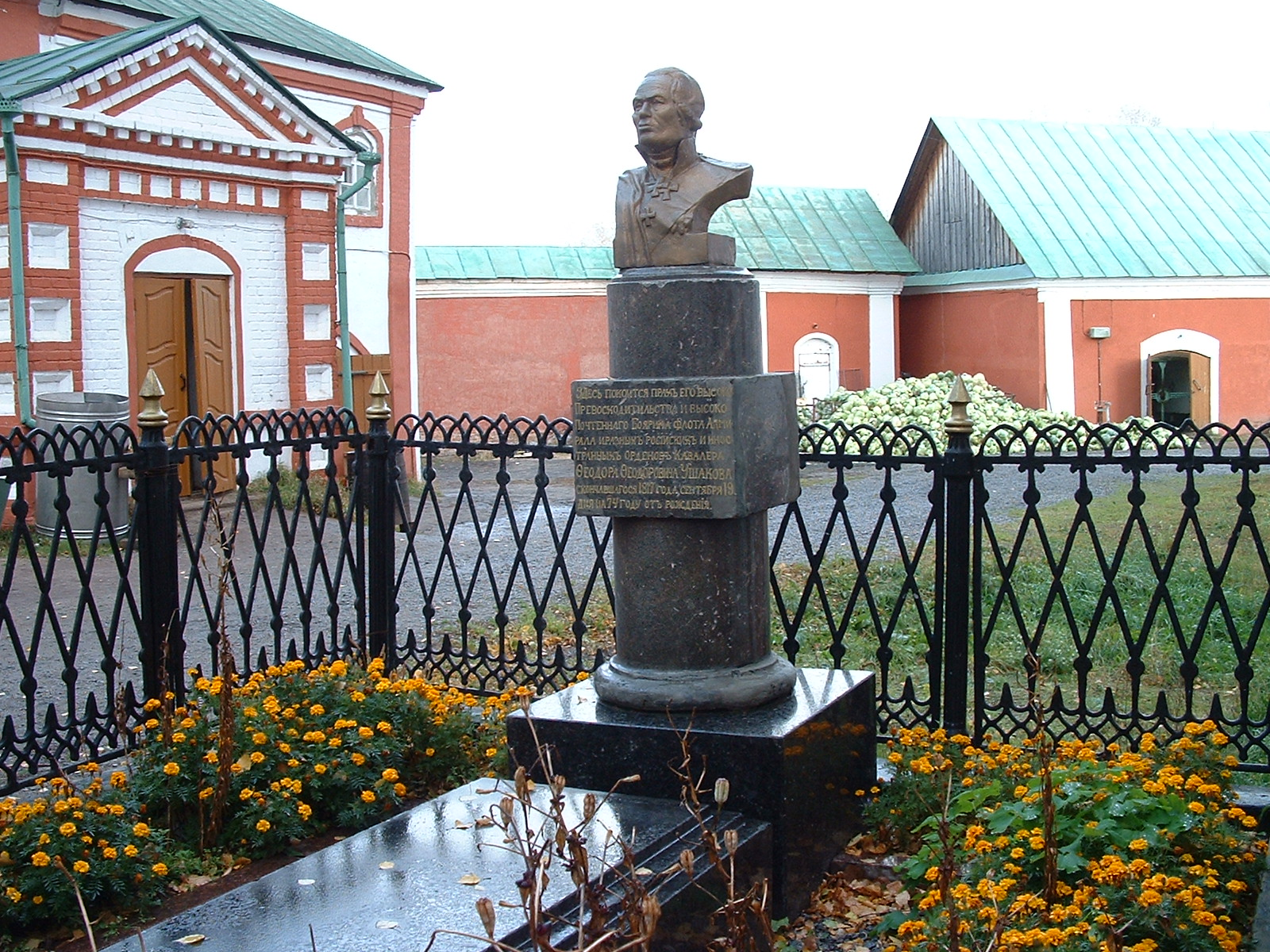
Tomba dell'ammiraglio a Sanaksar

## Onorificenze civili
Il 3 marzo 1944 il Presidium del Soviet Supremo dell'Unione Sovietica stabilì l'onorificenza dell'ordine di Ušakov a coloro che si distinsero nella guerra contro il nazifascismo. Oltre a questa onorificenza furono intitolate all'ammiraglio Ušakov diverse navi da guerra, l'Istituto della marina baltica a Kaliningrad, una baia del mare di Barents e un promontorio del mare di Ochotsk.

## Culto
Il suo processo di santificazione mosse i suoi primi passi nel 1944 quando, aperta la sua tomba per una ricognizione, fu ritrovato il suo corpo intatto, cosa che alle autorità religiose dell'epoca parve segno di benevolenza divina.
La Chiesa russo ortodossa lo glorificò il 7 agosto 2001 quale santo patrono della marina russa avanti ai più alti gradi militari di questa e del metropolita Kirill di Smolensk e Kaliningrad, che officiava la funzione.
Nel 2005 fu inoltre dichiarato dal patriarca Alessio II santo patrono dei bombardieri nucleari.
Le sue reliquie sono conservate a Sanaksar dove, già prima della sua glorificazione, erano oggetto di venerazione popolare.
State Corporation Rostec ha realizzato un progetto patriottico per portare le reliquie di Fyodor Ushakov dalla Mordovia alle città della Russia